# Jacki Weaver
Jacki Weaver (Sydney, 1947. május 25. –) ausztrál színházi, televíziós és filmszínésznő.

## Élete és pályafutása
Az 1970-es évek ausztrál új hullámának egyik legkimagaslóbb színművészeként tartják számon. Feltűnt a korszak Stork (1971), Alvin Purple (1973) és Petersen (1974) című alkotásaiban, majd a Piknik a Függő sziklánál (1975), a Caddie (1976) és a Pici Taylor (1982) című ausztrál filmekben. Színházban szerepelt Az ügynök halála és A vágy villamosa ausztrál színpadi feldolgozásaiban is.
Legismertebb szerepei a 2010-es Animal Kingdom – A rettegés birodalma és a 2012-es Napos oldal című filmekhez köthetőek. Mindkét szerepért Oscar-díjra jelölték a legjobb női mellékszereplő kategóriában. A 2018-ban indult Yellowstone című drámasorozatban Kevin Costner és Wes Bentley partnere.

## Filmográfia

### Film
| Év   | Magyar cím                            | Eredeti cím                              | Szerep                      | Magyar hang        |
| ---- | ------------------------------------- | ---------------------------------------- | --------------------------- | ------------------ |
| 1966 | Furcsa társaság                       | They're a Weird Mob                      | lány a strandon             |                    |
| 1970 |                                       | The Naked Bunyip                         | önmaga                      |                    |
| 1971 |                                       | Stork                                    | Anna                        |                    |
| 1973 |                                       | Alvin Purple                             | lány                        |                    |
| 1974 |                                       | Petersen                                 | Susie Petersen              |                    |
| 1975 | Piknik a Függő sziklánál              | Picnic at Hanging Rock                   | Minnie                      |                    |
| 1975 | The Removalists                       | Marilyn Carter                           |                             |                    |
| 1976 |                                       | Caddie                                   | Josie                       |                    |
| 1982 | Pici Taylor                           | Squizzy Taylor                           | Dolly                       | Földessy Margit    |
| 1983 |                                       | Abra Cadabra                             | Primrose Buttercup (hangja) |                    |
| 1996 | Cosí – Bolondos dallamok              | Cosi                                     | Cherry                      |                    |
| 1997 |                                       | The Two-Wheeled Time Machine (rövidfilm) | idősebb Alice               |                    |
| 2008 |                                       | Three Blind Mice                         | Bernie Fisher               |                    |
| 2009 |                                       | Early Checkout (rövidfilm)               | takarító                    |                    |
| 2010 | Animal Kingdom – A rettegés birodalma | Animal Kingdom                           | Janine "Smurf" Cody         |                    |
| 2010 |                                       | Summer Coda                              | Jen                         |                    |
| 2011 |                                       | Lois (rövidfilm)                         | Lois                        |                    |
| 2012 | Ötéves jegyesség                      | The Five-Year Engagement                 | Sylvia Dickerson-Barnes     | Detre Annamária    |
| 2012 | Napos oldal                           | Silver Linings Playbook                  | Dolores Solitano            |                    |
| 2013 | Vonzások                              | Stoker                                   | Gwendolyn "Gin" Stoker néni | Halász Aranka      |
| 2013 | Félelmetes nap                        | Parkland                                 | Marguerite Oswald           |                    |
| 2013 |                                       | Haunt                                    | Janet Morello               |                    |
| 2014 | Hat hét hat tánc                      | Six Dance Lessons in Six Weeks           | Irene Mossbecker            |                    |
| 2014 | Reclaim – A mentőakció                | Reclaim                                  | Reigert                     | Andresz Kati       |
| 2014 | Reclaim – A mentőakció                | Reclaim                                  | Reigert                     | Rátonyi Hajni      |
| 2014 | A hangok                              | The Voices                               | Dr. Warren                  | Csákányi Eszter    |
| 2014 | Maja, a méhecske                      | Maya the Bee                             | Buzgónia (angol hangja)     |                    |
| 2014 | Káprázatos holdvilág                  | Magic in the Moonlight                   | Grace                       | Fabó Györgyi       |
| 2015 | Az utolsó taxi Darwinba               | Last Cab to Darwin                       | Dr. Farmer                  |                    |
| 2015 | Rideg világ                           | Equals                                   | Bess                        | Rátonyi Hajni      |
| 2016 |                                       | Goldstone                                | polgármesterasszony         |                    |
| 2017 |                                       | The Polka King                           | Barb                        |                    |
| 2017 |                                       | Small Crimes                             | Irma Denton                 |                    |
| 2017 | A katasztrófaművész                   | The Disaster Artist                      | Carolyn Minnott             | Rátonyi Hajni      |
| 2018 |                                       | Irreplaceable You                        | Estelle                     |                    |
| 2018 | A partiállat                          | Life of the Party                        | Sandy Cook                  |                    |
| 2018 |                                       | Out of Blue                              | Miriam Rockwell             |                    |
| 2018 | Nyughatatlan özvegyek                 | Widows                                   | Agnieszka                   | Dallos Szilvia     |
| 2018 | Madarak a dobozban                    | Bird Box                                 | Cheryl                      |                    |
| 2019 | Pompon klub                           | Poms                                     | Sheryl                      | Hámori Ildikó      |
| 2019 |                                       | Zeroville                                | Dotty                       |                    |
| 2019 | Máshol                                | Elsewhere                                | Mom                         | Hámori Ildikó      |
| 2020 | Az átok háza                          | The Grudge                               | Lorna Moody                 |                    |
| 2020 |                                       | Stage Mother                             | Maybelline Metcalf          |                    |
| 2020 | Sosem késő                            | Never Too Late                           | Norma McCarthy              | Bókai Mária        |
| 2020 | Penguin Bloom                         | Penguin Bloom                            | Jan                         | Rátonyi Hajni      |
| 2021 | Irány a vadon!                        | Back to the Outback                      | Jackie (hangja)             |                    |
| 2022 | Stuart atya                           | Father Stu                               | Kathleen Long               | Menszátor Magdolna |
| 2022 |                                       | American Murderer                        | Jeanne                      |                    |
| 2022 |                                       | Wildflower                               | Loretta                     |                    |
| 2024 | Egy csiga emlékiratai                 | Memoir of a Snail                        | Pinky (hangja)              |                    |

### Televízió (válogatás)
| Év        | Magyar cím                        | Eredeti cím          | Szerep                | Megjegyzések           |
| --------- | --------------------------------- | -------------------- | --------------------- | ---------------------- |
| 2009      | Bordélyház                        | Satisfaction         | Gillian               | 1 epizód               |
| 2013      | Csajos hármas                     | Super Fun Night      | Pamela Boubier        | 1 epizód               |
| 2014      |                                   | Gracepoint           | Susan Wright          | 10 epizód              |
| 2015–2016 |                                   | Blunt Talk           | Rosalie Winter        | 20 epizód              |
| 2016–2019 | Titkok a város mögött             | Secret City          | Catriona Bailey       | 9 epizód               |
| 2019      |                                   | Perpetual Grace, LTD | Lillian               | főszereplő (10 epizód) |
| 2019–2020 | Virágzás                          | Bloom                | Gwendolyn 'Gwen' Reed | főszereplő (7 epizód)  |
| 2021–2022 | Yellowstone                       | Yellowstone          | Caroline Warner       | 7 epizód               |
| 2023      | Helló, holnap!                    | Hello Tomorrow!      | Barbara Billings      | 6 epizód               |
| 2024      | LA Clippers: A legnehezebb szezon | Clipped              | Shelly Sterling       | minisorozat (6 epizód) |